# Franz Beidler
Franz Philipp Beidler, född 29 mars 1872 i Kaiserstuhl i Aargau, död 15 januari 1930 i München, var en schweizisk dirigent och gift med Isolde Wagner, dotter till Richard Wagner.

## Biografi
Franz Beidler gick i läroverk i Sankt Gallen, musikskola i Weimar och musikhögskola i Leipzig. Från 1894 arbetade han vid Julius Knieses (1848–1905) stilskola i Bayreuth, som hörde till Festspelen i Bayreuth. Sedan, vid 24 års ålder, blev han musikalisk assistent vid Festspelen från 1896. Från 1902 till 1905 var han kejserlig musikdirektör i Moskva, och 1905 efterträdde han Julius Kniese som chef för skolan för stilutbildning.
Den 12 december 1900 gifte han sig med Isolde Wagner (1865–1919; ursprungligen Isolde Ludowika Freiin von Bülow), äldsta dotter till kompositören Richard Wagner (1813–1883). I äktenskapet föddes Franz Wilhelm Beidler (1901–1981), "Richard Wagners första barnbarn". Efter 1906 uppstod en spricka med familjen Wagner, som 1913 resulterade i en sensationell stämning av Beidlers hustru mot modern Cosima Wagner rörande hennes rättigheter som kompositörens äldsta barn (Beidler-rättegången). Vid tiden för Isoldes födelse var Cosima Wagner fortfarande gift med dirigenten Hans von Bülow, vilket var anledningen till att rätten inte erkände familjebandet 1914.
Sångerskan Eva Busch var Franz Beidlers utomäktenskapliga dotter med sångerskan Emmy Zimmermann. Han fick också två barn med sitt hembiträde Walpurga Rass, som han gifte sig med den 17 februari 1922. Han blev osams med sin son Franz Wilhelm av denna anledning. Under de senare åren av sitt liv arbetade Franz Beidler som affärsman.

## Festspelen i Bayreuth
Från 1896 till 1906, året för splittringen med huset Wahnfried och familjen, deltog Franz Beidler i Festspelen: 1896, 1897, 1901, 1902 som musikassistent, 1904 som dirigent för Nibelungens ring (en av två föreställningar, den andra under ledning av Hans Richter) samt 1906 som dirigent för Parsifal (alternerande med Michael Balling och Karl Muck).
Richard Wagners änka Cosima Wagner, som verkade som sträng efterträdare i Bayreuth, såg till en början sin svärson Franz Beidler som en framtida festspelsdirigent. I november 1900, strax före giftermålet med dottern Isolde, bad hon Gustav Mahler att anställa honom som assistent eller kapellmästare. Vid Festspelen anförtrodde hon senare Beidler ett framförande av Ringen 1904 och, efter hans återkomst från Moskva, två föreställningar av Parsifal 1906. Under de senare Festspelen uppstod en konstnärlig konflikt. Cosima Wagner beskrev senare att Franz Beidler ville utnyttja en plötslig sjukdom hos dirigenten Karl Muck för att "utpressa" sig själv vid ytterligare framträdanden (citerad av Egon Voss). Under Festspelens gång intensifierades hennes tvivel på Beidlers kapacitet, så i ett brev daterat den 11 augusti 1906 intygade hon för honom: Du har potential att bli en skicklig dirigent. Tekniskt sett saknar ni fortfarande en hel del, och därför önskar jag att ni kunde närvara vid Richters repetitioner, som det finns mycket att lära av i detta avseende, och att ni skulle söka en tjänst för att förvärva det ni saknar genom ansträngande verksamhet. Du har precision, fasthet och våld. Du saknar ömhet, intimitet och hänryckning.